# TR-85

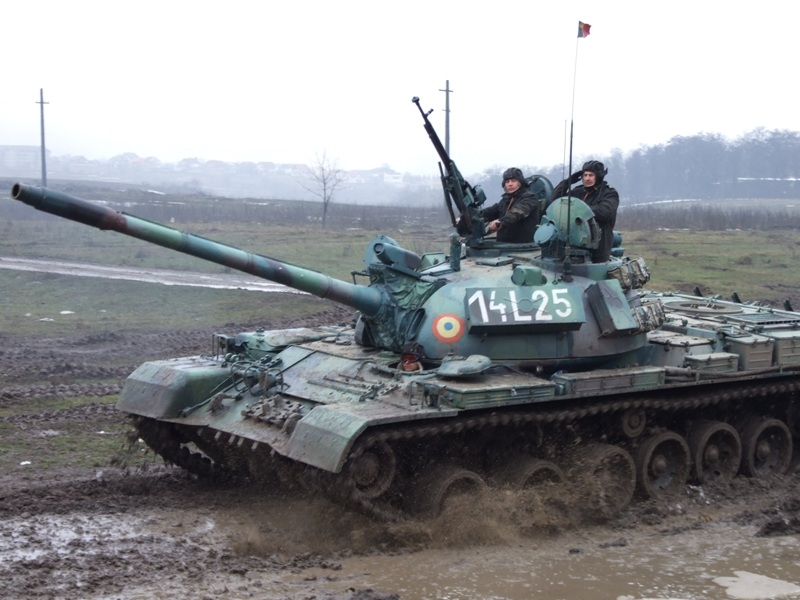
TR-85 (1986—1990)

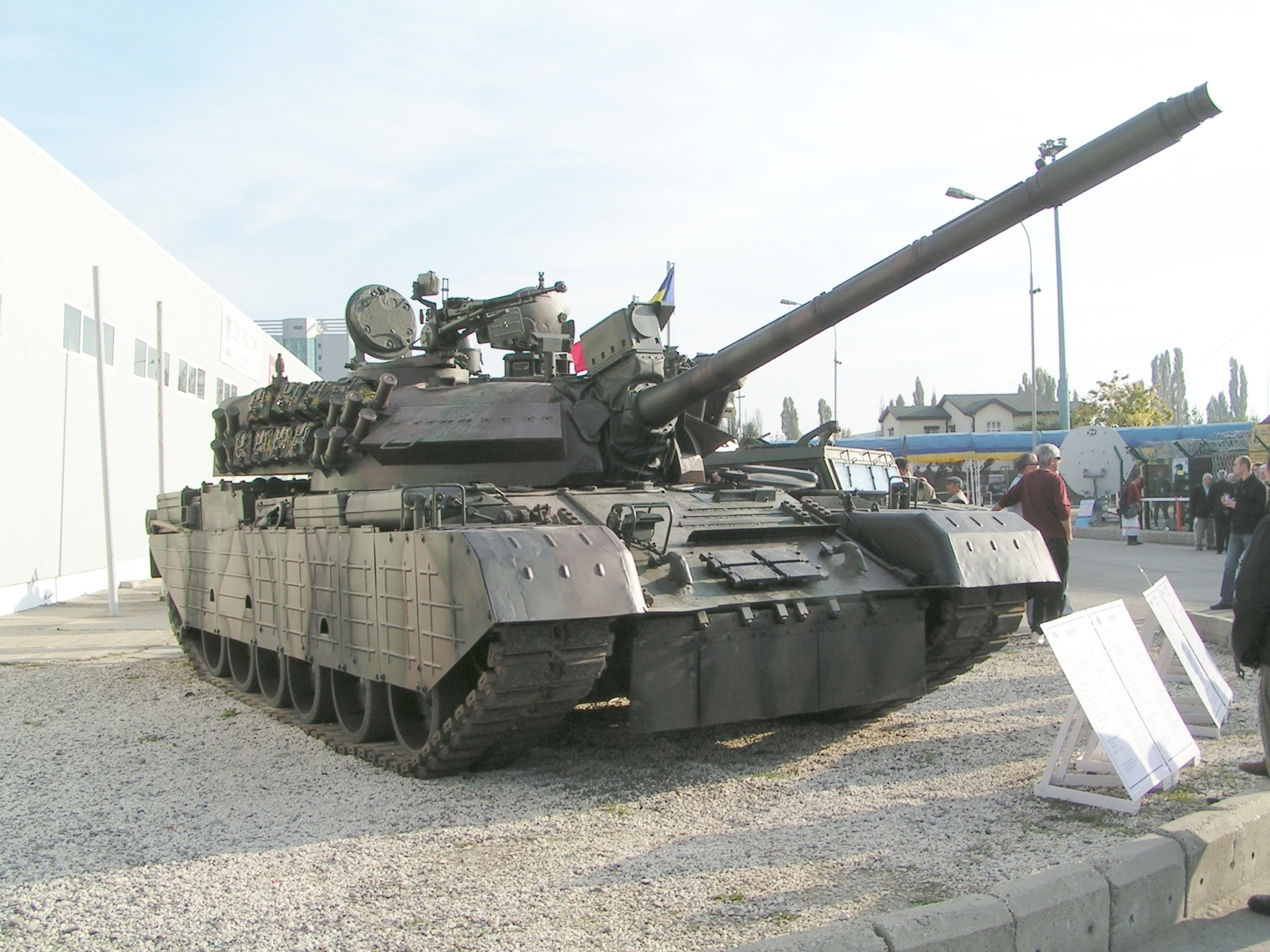
TR-85M1 (1999—2009)

TR-85 — румунський середній танк другого покоління, створений паралельно з танком TR-580 на базі радянського Т-55. Виготовлявся серійно в 1986—1990 роках. Поряд зі своїм поліпшеним варіантом TR-85M1 (1999—2009) є основним танком румунської армії.

## Історія створення
Танк проектувався паралельно з TR-580, але через відсутність 800-сильного двигуна серійне будівництво танка TR-800 відклали до 1985 року, коли на танк був встановлений 830-сильний західнонімецький дизель 8VS-A2T2. Згодом серійний танк перейменували в TR-85.

## Опис конструкції
Основна конструкція танка така ж, як у Т-55, однак з певними особливостями.
У нічний час навідник веде спостереження за місцевістю за допомогою електронно-оптичного монокулярного перископічного нічного прицілу ТПН-1-22-11. Як джерело інфрачервоного світла для останнього використовується прожектор Л-2Г «Луна» з ІЧ-фільтром, встановлений в передній частині башти поруч з гарматою. Для спостереження за місцевістю командир має в своєму розпорядженні користується комбінованим бінокулярним дневно-нічним приладом спостереження ТКН-1 з ІЧ-прожектором ОУ-3, встановленим перед люком.
На танк серійно встановлювався китайський лазерний далекомір Yangzhou TLRLA. Іноді встановлювався радянський КДТ-2.
Двигун танка — західнонімецький 8-циліндровий дизель 8VS-А2Т2 потужністю 830 к.с. Танк відрізняється піднятим дахом МТО, у порівнянні з TR-580. На частині танків гармати оснащувалися теплоізоляційними чохлами.

## Озброєння
Основним озброєнням TR-85 є нарізна 100-мм гармата A-308. Модернізована гармата Д-10Т2С отримала румунське позначення А-308. зі 41 снарядами в боєзапасі. Є спарений 7,62-мм кулемет MMB (танкова версія M md.66 (ПКТ)) з 5000 патронами і зенітний 12,7-мм кулемет ДШКМ з 750 патронами.

## Модифікації
- TR-800 — прототипи і нульова серія.
- TR-85 — серійний варіант.
- TR-85M — TR-85 з новою литий баштою з кормовою нішею, виготовлений один прототип.
- TR-85M1A — передсерійна версія TR-85M1, виготовлений один прототип.
- TR-85M1 «Bizonul» — варіант TR-85, модернізований до стандартів НАТО.
- PMA-80 — танковий мостоукладальник на базі TR-85.
- DMT-85M1 — броньована машина розмінування. Створена на базі TR-85M1. Вироблено 5 штук в 2007—2009.